# Pinthaeus sanguinipes
Pinthaeus sanguinipes  (лат.) — вид полужесткокрылых (подотряда клопов) из семейства настоящих щитников. Единственный вид в составе рода Pinthaeus.

## Описание
Передние голени расширены по направлению наружу в виде пластинок. Вершина наличника закрыта спереди скуловыми пластинками. Передние углы переднеспинки остроугольно закруглены.

## Распространение
Вид имеет разорванный ареал. Встречается в Европе, Турции, на Кавказе и Восточной Азии (Китай, Япония, Корея, юг Дальнего Востока России).